# LQ Hydrae
LQ Hydrae (HD 82558) är en ensam stjärna belägen i den mellersta delen av stjärnbilden Vattenormen. Den har en högsta skenbar magnitud av ca 7,79 och kräver en handkikare eller ett mindre teleskop för att kunna observeras. Baserat på parallax enligt Gaia Early Data Release 3 på ca 54,74 mas beräknas den befinna sig på ett avstånd av ca 59,6 ljusår (ca 18,27 parsec) från solen. Den rör sig bort från solen med en heliocentrisk radialhastighet av ca 7,6 km/s.

## Observation
Under en undersökning 1981 av sydliga stjärnor fann W. P. Bidelman att H- och K-linjerna av joniserat kalcium för LQ Hydrae var fyllda med emission. (W. D. Heintz gjorde självständigt samma observation.) År 1986 fastställde F. C. Fekel et al. att den är en ung, snabbt roterande BY Draconis-variabel. Ett decennium av fotometri användes för att bestämma en rotationsperiod på 1,601136 ± 0,000013 dygn. Stjärnfläckarna på ytan visade signifikant utveckling över en tidsskala på några månader. Variationer i rotationsmodulering av ytaktivitet tydde på att stjärnan har en differentiell rotation.
Den höga mängden litium och den snabba rotationen av stjärnan pekar på att den är en nollålders huvudseriestjärna, eller möjligen till och med en stjärna före huvudserien. En kraftig flare observerades den 22 december 1993, med en uppskattad energifrisättning på ca 5,7 × 1033 erg. Ytterligare flare upptäcktes därefter, med ROSAT röntgendata från 1992 som visade en stark flare under den tidsperioden. Observationer från december 2000 och 2001 visade att stjärnans magnetfält dramatiskt förändrar sin topologi inom en tidsram på ett år eller mindre.

## Egenskaper

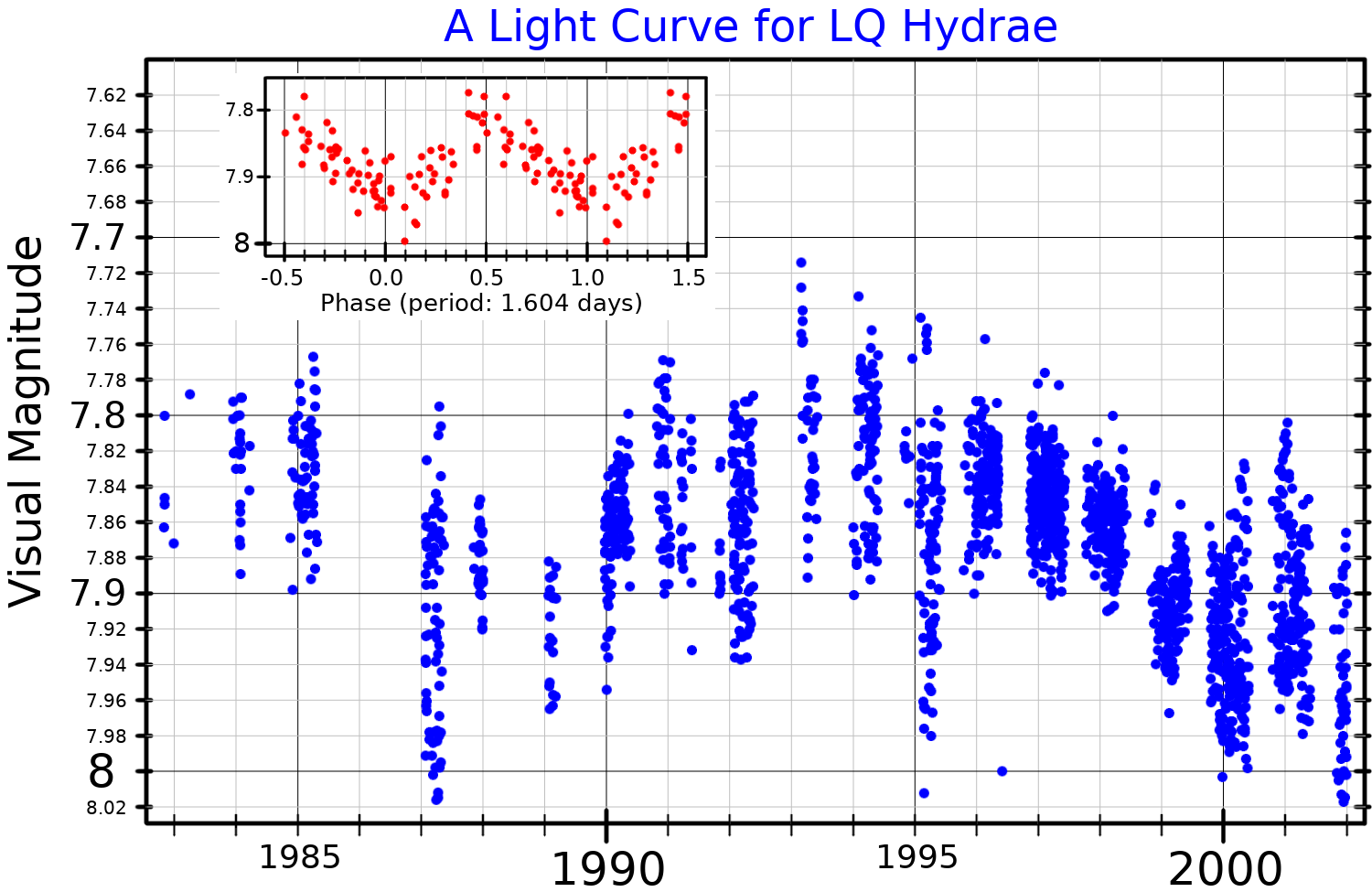
Ljuskurva i visuella bandet för LQ Hydrae. Huvuddiagrammet (anpassat från Berdyugina et al.) visar den långsiktiga variationen, och det infällda diagrammet (anpassat efter Kiraga) visar den periodiska variationen.

LQ Hydrae är en orange till gul stjärna i huvudserien av  spektralklass K1 Vp, med några speciella egenskaper i spektrumet. I vissa avseenden anses den vara en analog av en ung sol med en ålder av ca 60 miljoner år. Den har en massa av ca 0,81 solmassa, en radie av ca 1 solradie och utsänder energi från dess fotosfär motsvarande ca 0,28 gånger solen vid en effektiv temperatur av ca 4 800 K. Den har stark emission av ultraviolett strålning och har upptäckts i röntgenbandet, vilket visar en röntgenstrålning av 8,8 × 1029 erg/s och har höga kromosfäriska aktivitetsnivåer. Stjärnan visar dubbla magnetiska aktivitetscykler med perioder på 6,8 och 11,4 år, som är något jämförbara med cykeln i solen.